# Danne-et-Quatre-Vents
 Danne-et-Quatre-Vents  es una comuna    y población de Francia, en la región de Lorena, departamento de Mosela, en el distrito de Sarrebourg y cantón de Phalsbourg.
Está integrada en la Communauté de communes du Pays de Phalsbourg .

## Demografía
| 646 | 635 | 661 | 823 | 880 | 917 | 917 | 887 | 691 | 696 | abs. | 702 | 681 | 677 | 623 | 665 | 344 | 626 | 611 | 591 | 540 | 514 | 502 | 543 | 546 | 519 | 521 | 529 | 552 | 549 | 511 | 522 | 631 |
| Para los censos de 1962 a 1999 la población legal corresponde a la población sin duplicidades (Fuente: INSEE [Consultar]) |     |     |     |     |     |     |     |     |     |      |     |     |     |     |     |     |     |     |     |     |     |     |     |     |     |     |     |     |     |     |     |     |